# 오토기조시

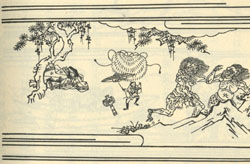
오토기조시에 나온 삽화 (1725)

오토기조시(御伽草子)는 350편의 일본 설화로 무로마치 시대 (1392-1573)에 쓰였다. 이들은 단편으로 출처가 알려져 있지 않고 일본 중세의 대표적인 문학 장르의 하나를 형성한다.
근세 중기에 와서 중세 후기의 소설 23편을 간행했을 때 이러한 이름을 붙인 것인데, 후에 이러한 유의 중세 후기의 통속적 단편 이야기를 총칭하게 되었다. 중세 전기의 의고(凝古) 이야기가 귀족층의 자녀를 대상으로 한 데 대해서 이것은 서민층이라고 할 수 있는 계층도 포함한 광범위한 독자의 오락·계몽을 위해서 만들어진 것이 많다.

### 오토기조시의 분류

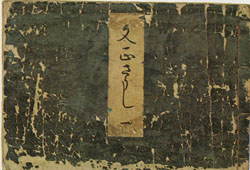
오토기조시를 모은 책의 표지, (c. 1725)

겐지모노가타리(겐지 이야기), 헤이케모노가타리(헤이케 이야기)와 같은 초기 작품들에서 비롯한 귀족 이야기, 소가모노가타리(소가 이야기)나 다이헤이키에 기반한 전사들의 이야기 등과 같은 다양한 분류로 나뉜다. 그러나, 잘 알려진 이야기들은 잇순보시처럼 친숙한 전설이나 민담을 개작한 것들이다.
1. ↑  《글로벌 세계대백과사전》